# 38046 Krasnoyarsk
38046 Krasnoyarsk è un asteroide della fascia principale. Scoperto nel 1998, presenta un'orbita caratterizzata da un semiasse maggiore pari a 3,9664393 UA e da un'eccentricità di 0,2133391, inclinata di 3,01116° rispetto all'eclittica.
L'asteroide è dedicato alla città siberiana di Krasnoyarsk.